# Reinhard Kahn
Reinhard Kahn (* 29. Juli 1941 in Kassel) ist ein deutscher Filmemacher.

## Leben
Seine Eltern waren der Forstmeister Friedhelm Kahn und dessen Ehefrau Liselotte. Ohne den vermissten Vater wuchs er zusammen mit zwei Brüdern bei seiner Mutter in Nidda auf. Nach dem Abitur 1961 studierte er von 1961 bis 1964 Fotografie an der Werkkunstschule Darmstadt. Da man sich in der Fotografik-Klasse mit Film beschäftigte, konnte Kahn 1963 seinen ersten 14-minütigen Experimentalfilm Ohne Titel realisieren.
1964 wechselte er an die Hochschule für Gestaltung Ulm und besuchte dort die Abteilung für Filmgestaltung, wo unter anderem Edgar Reitz und Alexander Kluge als Dozenten tätig waren. Hier entstanden bis zu seinem Diplom Ende 1968 acht weitere Kurzfilme. Er ging dann nach Frankfurt am Main, wo er mit gleichgesinnten Absolventen wie Jeanine Meerapfel die Produktionsgesellschaft Epplwoi Motion Pictures gründete. Von den vier gedrehten Filmen gelangte nur Am Ama Am Amazonas (1969/70) zehn Jahre später zur Aufführung.
1970 ging Kahn nach Berlin und schloss sich der Basisgruppe Spandau an. Nach einem fünfjährigen Genesungsurlaub zog er 1979 nach Frankfurt, wo er als Fotolaborant arbeitete. Alexander Kluge motivierte und unterstützte ihn bei seinem nächsten Film Waldi, dem weitere folgten, darunter der Experimentalfilm Platzwunder und der stark gekürzte Tanzfilm Nur Fliegen ist schwerer.

## Filmografie (Auswahl)
- 1963: Ohne Titel (Kurzfilm)
- 1970: Am Ama Am Amazonas (1980 uraufgeführt)
- 1980: Waldi
- 1981: Mit dem Munde gefilmt
- 1984: Platzwunder
- 1985: Nur Fliegen ist schwerer
- 1989: Rücke vor auf: Frühlingsmorgen